# Manual de Epicteto
O Enquirídio (Enchirídion)  ou Manual de Epiteto, (em grego:  Ἐγχειρίδιον Επικτήτου) é um pequeno manual com conselhos éticos estoicos compilado por Arriano, que foi aluno de Epiteto no início do século II.
Apesar de o conteúdo ser derivado dos Discursos de Epicteto, não é propriamente um resumo dos Discursos, mas sim uma compilação de preceitos práticos. O Manual é um guia para o dia-a-dia. Ao contrário de outros mestre da Filosofia da Grécia Antiga, como Platão e outros metafísicos, Epiteto foca a sua atenção em como alguém se pode aplicar de maneira prática num ponto de vista filosófico. O tema primário nesta curta obra é a de que uma pessoa deve esperar o que deve acontecer e desejar que tal aconteça. O outro motivo na narrativa que aparece é a opinião de Epiteto sobre o julgamento dos eventos

O que preocupa as pessoas não são as coisas em si mas o seu julgamento acerca delas. Por exemplo: a morte não é algo opressivo (de outra maneira de tal forma a Sócrates)... 
-- Manual - capítulo 5.
Subjacente a isto tudo, no entanto, está a ideia de que "algumas coisas nos são dependentes e outras não o são" sendo que devemos reagir e interagir em concordância com essas coisas.
Nos séculos seguintes, o Enquirídio foi visto como um manual prestável de filosofia prática, mantendo a sua autoridade com os cristão e pagãos. No século VI, Simplício da Cilícia escreveu um comentário sobre ele, e dois escritores cristãos, Nilo do Sinai e um autor anónimo, escreveram paráfrases da obra, adaptadas ao pensamento cristão, na primeira parte do século V. O Enquirídio foi publicado pela primeira vez em latim por Angelo Poliziano, em Roma, no ano de 1493. Em 1496, foi traduzido por Beroaldus, em Bolonha. O original em grego, com comentários de Simplício, apareceu primeiramente em Veneza, no ano de 1528.
O livro foi um comum texto escolar na Escócia, durante o Iluminismo Escocês. Adam Smith tinha uma cópia de uma edição de 1670 na sua biblioteca, adquirida quando ainda jovem estudante.